# پلکانه (ایلام)

## پلکانه
دو روستا در استان ایلام به این اسم وجود دارد. یکی روستای پلکانه بخش چوار شهرستان ایلام و دیگری روستای پلکانه بخش چرداول (که از سال ۱۳۶۵ به بعد با کوچ تعدادی از ساکنان به محل جدیدی به دو روستای پلکانه قدیم و جدید موسوم شده‌است) شهرستان شیروان چرداول است.
پلک اسم درختی محلی از راسته چنار است و چون اطراف چم‌ها (رودهای کوچک فصلی) پر از آن بوده به پلکانه یعنی محلی که مملو از پلک، گفته شده‌است. اما امروز به جرات می‌توان گفت حتی تک درختی از آن در پلکانه بخش چرداول وجود ندارد. تمام مردم روستای پلکانه بخش چرداول کشاورز دیم کار و گله دار هستند. زمین‌های کشاورزی اغلب ناهموراند و کشاورزان با زحمت بسیار در آن به کشاورزی می‌پردازند. شاید پیروی از گذشتگان تنها عاملی است که آنها بیشتر به ادامه این کار پر زحمت و طاقت فرسا وا می‌دارد. مراتع این روستا در سطح بخش چرداول بسیار غنی است اما چرای بی رویه و در زمانهای نامناسب موجب صدمه شدیدی به آن شده‌است درختان پهن برگ تنک رشته کوه زاگرس در مراتع این روستا به زیبایی جلوه گری می‌کند از جمله بلوط، زبان گنجشک، ون(بنه) بادام کوهی و کیکم و نیز گون، کتیرا و درختچه‌های دیگر. از محصولات تولیدی کشاورزی این روستا علاوه بر گندم که صرف تهیه و پخت نان می‌شود و جو که برای خوراک دام تولید می‌شود می‌توان از نخوذ و عدس نام برد. محصولات تولیدی دامی شامل روغن حیوانی(روغن کرمانشاهی) و کشک است که بیشتر به بازارهای شهری سرابله و کرمانشاه عرضه می‌شود. از فعالیتهایی که مردم این روستا به راحتی بتوانند از مواهب طبیعت هم بهره بگیرند پرورش زنبور عسل است.